# The Extraordinary Waiter

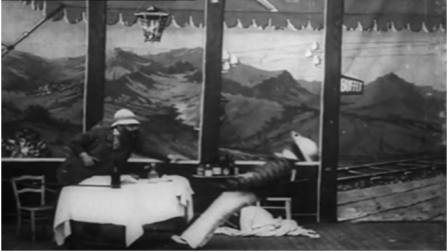
Photo du film

The Extraordinary Waiter est un film muet britannique de Walter R. Booth sorti en 1902.

## Fiche technique
- Titre original : The Extraordinary Waiter
- Réalisation : Walter R. Booth
- Production Robert W. Paul
- Pays de production : Grande-Bretagne
- Format : noir et blanc
- Genre : Comédie
- Durée : 1 minute 16 secondes
- Date de sortie :
  - Royaume-Uni : décembre 1902